# Середнє значення
У математиці сере́днє зна́чення (англ. mean) має різні визначення в залежності від контексту.
У теорії ймовірностей та статистиці середнє значення та математичне сподівання використовуються як синоніми для позначення мір центральної тенденції або розподілу ймовірностей, або випадкової змінної, що характеризується цим розподілом. У випадку дискретного розподілу ймовірності випадкової змінної X середнє значення дорівнює сумі по всім можливим значенням, зважених відповідно до ймовірності цих значень; тобто, воно обчислюється взяттям добутку кожного можливого значення x випадкової величини X та його ймовірності P(x), і наступним сумуванням всіх цих добутків разом, даючи {\displaystyle \mu =\sum xP(x)}. Аналогічна формула застосовується й у випадку неперервного розподілу ймовірності. Не кожен розподіл імовірності має визначене середнє значення; див., наприклад, розподіл Коші. Більше того, для деяких розподілів середнє значення є нескінченним: наприклад, коли ймовірність значення {\displaystyle 2^{n}} є {\displaystyle {\tfrac {1}{2^{n}}}} для n = 1, 2, 3, …
Для набору даних для позначення центрального значення дискретного набору чисел, а саме, суми цих значень, поділеної на їхню кількість, також використовуються як синоніми терміни середнє арифметичне та математичне сподівання. Середнє арифметичне набору чисел x1, x2, …, xn зазвичай позначають через {\displaystyle {\bar {x}}}, вимовляючи як «x із рискою». Якщо набір даних ґрунтувався на ряді спостережень, отриманих вибіркою зі генеральної сукупності, то середнє арифметичне називається вибірковим середнім (англ. sample mean, позначається через {\displaystyle {\bar {x}}}), щоби відрізняти його від середнього значення генеральної сукупності (англ. population mean, позначається через {\displaystyle \mu } або {\displaystyle \mu _{x}}).
Для скінченної сукупності середнє значення генеральної сукупності за певною властивістю дорівнює середньому арифметичному даної властивості за всіма членами цієї сукупності. Наприклад, середнє значення зросту для сукупності дорівнює сумі зростів кожної особи, діленої на загальну кількість осіб. Вибіркове середнє може відрізнятися від середнього сукупності, особливо для малих вибірок. Закон великих чисел каже, що чим більшим є розмір вибірки, тим правдоподібнішою є близькість вибіркового середнього до середнього сукупності.
За межами теорії ймовірностей та статистики широкий спектр інших значень «середнього» часто використовується в геометрії та математичному аналізі; нижче наведено приклади.

## Типи середніх

### Піфагорові середні
Детальніші відомості з цієї теми ви можете знайти в статті Піфагорові середні.

#### Середнє арифметичне
Середнім арифметичним (або просто «середнім») вибірки {\displaystyle x_{1},x_{2},\ldots ,x_{n}}, зазвичай позначуваним через {\displaystyle {\bar {x}}}, є сума вибраних значень, поділена на кількість елементів вибірки:
{\displaystyle {\bar {x}}={\frac {x_{1}+x_{2}+\cdots +x_{n}}{n}}}
Наприклад, середнім арифметичним п'яти значень 4, 36, 45, 50 та 75 є
{\displaystyle {\frac {4+36+45+50+75}{5}}={\frac {210}{5}}=42.}

#### Середнє геометричне
Середнє геометричне є зручним для наборів додатних чисел, що інтерпретуються відповідно до їхнього добутку, а не суми (як у випадку середнього арифметичного), тобто, темпів зростання.
{\displaystyle {\bar {x}}=\left(\prod _{i=1}^{n}{x_{i}}\right)^{\tfrac {1}{n}}}
Наприклад, середнім геометричним п'яти значень 4, 36, 45, 50 та 75 є
{\displaystyle (4\times 36\times 45\times 50\times 75)^{^{1}/_{5}}={\sqrt[{5}]{24\;300\;000}}=30.}

#### Середнє гармонійне
Середнє гармонійне є зручним для наборів чисел, які визначено по відношенню до певної одиниці, наприклад, швидкостей (відстань за одиницю часу).
{\displaystyle {\bar {x}}=n\cdot \left(\sum _{i=1}^{n}{\frac {1}{x_{i}}}\right)^{-1}}
Наприклад, середнім гармонійним п'яти значень 4, 36, 45, 50 та 75 є
{\displaystyle {\frac {5}{{\tfrac {1}{4}}+{\tfrac {1}{36}}+{\tfrac {1}{45}}+{\tfrac {1}{50}}+{\tfrac {1}{75}}}}={\frac {5}{\;{\tfrac {1}{3}}\;}}=15.}

#### Співвідношення середнього арифметичного, геометричного та гармонійного
Середнє арифметичне (англ. arithmetic mean, AM), середнє геометричне (англ. geometric mean, GM) та середнє гармонійне (англ. harmonic mean, HM) задовольняють ці нерівності:
{\displaystyle AM\geq GM\geq HM\,}
Рівність зберігається лише тоді, коли всі елементи заданої вибірки є рівними.

### Статистичне положення

Порівняння середнього арифметичного, медіани та моди двох асиметричних (логнормальних) розподілів.

Геометрична інтерпретація моди, медіани та середнього довільної функції густини ймовірності.

В описовій статистиці середнє значення можна сплутати з медіаною, модою або серединою діапазону, оскільки кожне з них може називатися «середньою величиною» (формальніше, мірою центральної тенденції). Середнім значенням набору спостережень є середнє арифметичне цих значень; однак, для асиметричних розподілів середнє значення не завжди є таким же, як і центральне значення (медіана) або найправдоподібніше значення (мода). Наприклад, середній дохід зазвичай відхиляється у більші значення при наявності невеликої кількості людей із дуже великими доходами, так що більшість мають дохід, менший за середній (насправді середнє значення доходів може бути настільки викривленим, що дохід менше за середній матимуть всі люди, крім одного). Навпроти, медіанний дохід є рівнем, на якому половина сукупності знаходиться нижче, і половина вище. Мода доходу — це найправдоподібніший дохід, він віддає перевагу більшій кількості людей з нижчими доходами. І хоча медіана та мода часто є інтуїтивнішими мірами для таких асиметричних даних, багато асиметричних розподілів насправді найкраще описуються їхнім середнім значенням, включно з експоненційним розподілом та розподілом Пуассона.

### Середнє значення розподілу ймовірності
Середнім значенням розподілу ймовірності є середнє арифметичне значення випадкової змінної, що має цей розподіл, у довгостроковій перспективі. В цьому контексті воно також відоме як математичне сподівання. Для дискретного розподілу ймовірності середнє значення задається як {\displaystyle \textstyle \sum xP(x)}, де сума береться над усіма можливими значеннями випадкової змінної, а {\displaystyle P(x)} є функцією маси ймовірності. Для неперервного розподілу середнім значенням є {\displaystyle \textstyle \int _{-\infty }^{\infty }xf(x)\,dx}, де {\displaystyle f(x)} є функцією густини ймовірності. В усіх випадках, в тому числі й тих, у яких розподіл не є ані дискретним, ані неперервним, середнє значення є інтегралом Лебега випадкової змінної по відношенню до її міри ймовірності. Середнє значення не обов'язково повинне існувати або бути скінченним; для деяких розподілів імовірності середнє значення є нескінченним (+∞ або −∞), тоді як деякі інші не мають середнього значення.

### Узагальнені середні

#### Середнє степеневе
Узагальнене середнє, відоме також як середнє степеневе, або середнє Гьольдера, є узагальненням квадратичного, арифметичного, геометричного та гармонійного середніх. Воно визначається для набору n додатних чисел xi як
{\displaystyle {\bar {x}}(m)=\left({\frac {1}{n}}\cdot \sum _{i=1}^{n}{x_{i}^{m}}\right)^{\tfrac {1}{m}}}
Шляхом вибору різних значень параметру m отримуються наступні значення середніх:
| {\displaystyle m\rightarrow \infty }  | максимум {\displaystyle x_{i}} |
| {\displaystyle m=2}                   | середнє квадратичне            |
| {\displaystyle m=1}                   | середнє арифметичне            |
| {\displaystyle m\rightarrow 0}        | середнє геометричне            |
| {\displaystyle m=-1}                  | середнє гармонійне             |
| {\displaystyle m\rightarrow -\infty } | мінімум {\displaystyle x_{i}}  |

#### Квазі-арифметичне середнє
Це може бути узагальнено далі як квазі-арифметичне середнє
{\displaystyle {\bar {x}}=f^{-1}\left({{\frac {1}{n}}\cdot \sum _{i=1}^{n}{f(x_{i})}}\right)}
і, знов-таки, відповідний вибір оборотної ƒ даватиме
| {\displaystyle f(x)=x}              | середнє арифметичне, |
| {\displaystyle f(x)={\frac {1}{x}}} | середнє гармонійне,  |
| {\displaystyle f(x)=x^{m}}          | середнє степеневе,   |
| {\displaystyle f(x)=\ln x}          | середнє геометричне. |

### Зважене середнє арифметичне
Зважене середнє арифметичне (або зважене усереднення) застосовується тоді, коли потрібно поєднувати середні значення вибірок різного розміру з однієї й тієї ж сукупності:
{\displaystyle {\bar {x}}={\frac {\sum _{i=1}^{n}{w_{i}\cdot x_{i}}}{\sum _{i=1}^{n}{w_{i}}}}.}
Ваги {\displaystyle w_{i}} представляють розміри різних вибірок. В інших застосуваннях вони представляють міру надійності впливу відповідних значень на середнє.

### Середнє зрізане
Іноді набір чисел може містити викиди, тобто значення даних, що є значно нижчими або значно вищими за інші. Часто викиди є помилковими даними, спричиненими артефактами. В такому випадку можна застосовувати середнє зрізане. Це включає в себе відкидання заданих частин даних вгорі та внизу, зазвичай однакову кількість із кожного з країв, а потім взяття середнього арифметичного даних, що лишилися. Кількість відкинутих значень вказують у відсотках від загальної кількості значень.

### Середнє інтерквартильне
Середнє інтерквартильне є конкретним прикладом середнього зрізаного. Це просто середнє арифметичне після відкидання нижчої та вищої чвертей значень.
{\displaystyle {\bar {x}}={2 \over n}\sum _{i=(n/4)+1}^{3n/4}{x_{i}}}
за умови, що значення було впорядковано, таким чином, воно є просто конкретним прикладом середнього зваженого для певного набору вагових коефіцієнтів.

### Середнє значення функції
Детальніші відомості з цієї теми ви можете знайти в статті Середнє значення функції.
За деяких умов математики можуть обчислювати середнє значення нескінченного (або навіть незліченного) набору значень. Це може траплятися при обчисленні середнього значення {\displaystyle y_{\text{ave}}} функції {\displaystyle f(x)}. Інтуїтивно це можна розглядати як обчислення площі під ділянкою кривої, і потім ділення на довжину цієї ділянки. Це може здійснюватися грубо шляхом підрахунку квадратів на папері з графіком, або точніше шляхом інтегрування. Формула для інтегрування записується таким чином:
{\displaystyle y_{\text{ave}}(a,b)={\frac {\int \limits _{a}^{b}\!f(x)\,dx\,}{b-a}}}
Необхідно вживати заходів, щоби переконуватися у збіжності інтегралу. Але середнє значення може бути скінченним навіть якщо сама функція в деяких точках прямує до нескінченності.

### Середнє значення кутів
Іноді звичайні обчислення середніх значень дають збій на циклічних величинах, таких як кути, час доби, та в інших ситуаціях, в яких застосовується модульна арифметика. Для таких величин може бути прийнятним застосування середнього значення циклічних величин для врахування модульних значень, або пристосування значень перед обчисленням середнього.

### Середнє Фреше
Середнє Фреше пропонує спосіб визначення «центру» розподілу мас на поверхні, або, загальніше, на рімановому многовиді. На відміну від багатьох інших середніх, середнє Фреше визначається на просторі, елементи якого не обов'язково можуть додаватися, або множитися на скаляри.
Воно також відоме як середнє Керхера (на честь Германа Керхера).

### Інші середні
- Середнє арифметико-геометричне
- Середнє за Гайнцем[en]
- Середнє гармонійне зважене
- Генеральне середнє[en]
- Середнє геометрико-гармонійне[en]
- Середнє геометричне зважене
- Середнє за Героном
- Середнє елементарне симетричне[en]
- Ентропія Реньї (квазі-арифметичне середнє)
- Середнє ідентричне[en]
- Середнє квадратичне (корінь середнього квадрата)
- Середнє за Кізіні[en]
- Середнє контрагармонійне[en]
- Середнє за Лемером[en]
- Середнє логарифмічне
- Рухоме середнє
- Середнє за Столярським[en]
- Сферичне середнє[en]
- Середнє за Чезаро

## Розподіл вибіркового середнього
Детальніші відомості з цієї теми ви можете знайти в статті Середнє квадратичне відхилення середнього арифметичного.
Середнє арифметичне сукупності позначається через μ. Вибіркове середнє (середнє арифметичне вибірки значень, взятої із сукупності) створює гарну оцінку для середнього значення сукупності, оскільки його математичне сподівання дорівнює середньому значенню сукупності (тобто це незміщена оцінка). Вибіркове середнє є випадковою змінною, а не сталою, оскільки його обчислюване значення випадково різнитиметься в залежності від того, які елементи сукупності було вибрано, і, відповідно, воно матиме свій власний розподіл. Для випадкової вибірки в n спостережень з нормально розподіленої сукупності розподіл вибіркового середнього є нормальним, з наступними середнім значенням та дисперсією:
{\displaystyle {\bar {x}}\thicksim N\left\{\mu ,{\frac {\sigma ^{2}}{n}}\right\}.}
Часто, оскільки дисперсія сукупності є невідомим параметром, її оцінюють сумою середніх квадратів; коли застосовується це оцінне значення, розподіл вибіркового середнього вже не є нормальним, а є швидше t-розподілом Стьюдента з n − 1 ступенями вільності.